# George Barnes Grigsby

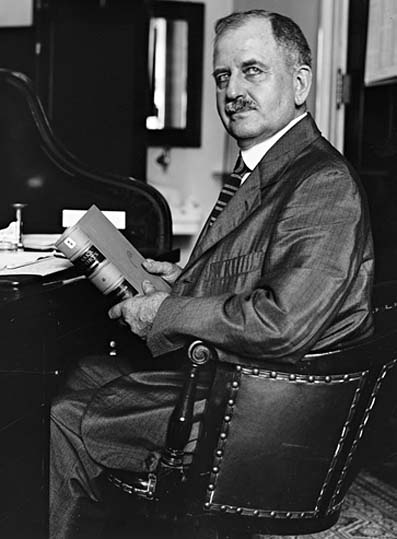
George Barnes Grigsby (1920)

George Barnes Grigsby (* 2. Dezember 1874 in Sioux Falls, Dakota-Territorium; † 9. Mai 1962 in Santa Rosa, Kalifornien) war ein US-amerikanischer Politiker. Zwischen 1920 und 1921 vertrat er das Alaska-Territorium als Delegierter im US-Repräsentantenhaus.

## Frühe Jahre
George Grigsby war ein Bruder von Sioux K. Grigsby (1873–1968) und von John T. Grigsby (1890–1977), die beide Vizegouverneure von South Dakota waren. Er besuchte die öffentlichen Schulen seiner Heimat und die South Dakota State University in Vermillion. Nach einem anschließenden Jurastudium wurde er im Jahr 1896 als Rechtsanwalt zugelassen. Daraufhin begann er in Sioux Falls in seinem neuen Beruf zu arbeiten. Während des Spanisch-Amerikanischen Krieges war er Leutnant in einem Kavallerieregiment. Im Jahr 1902 zog er nach Nome im Alaska-Territorium.

## Aufstieg im Alaska-Territorium
Grigsby wurde Mitglied der Demokratischen Partei. Von 1902 bis 1908 war er stellvertretender und ab 1908 bis 1910 regulärer Bundesstaatsanwalt. Im Jahr 1911 wurde er Anwalt der Stadt Nome, zu deren Bürgermeister er im Jahr 1914 gewählt wurde. Grigsby war auch Mitglied einer Kommission, die sich für eine einheitliche Gesetzgebung in Alaska einsetzte (Commissioner for the promotion of uniform Legislation). Von 1916 bis 1919 war Grigsby erster Attorney General im Alaska-Territorium. Nach dem Tod des Kongressdelegierten Charles August Sulzer wurde er als dessen Nachfolger ins US-Repräsentantenhaus gewählt. Dieses Mandat trat er am 3. Juni 1920 an. Zu diesem Zeitpunkt lief allerdings noch eine Anfechtung gegen die 1918 erfolgte Wahl Sulzers durch den früheren Kongressdelegierten James Wickersham. Nachdem diesem Einspruch stattgegeben worden war, musste Grigsby am 1. März 1921 sein Mandat aufgeben. Für die verbleibenden zwei Tage bis zum 3. März 1921 wurde Wickersham Delegierter von Alaska.
Auch nach dem Ende seiner Zeit im Kongress blieb Grigsby politisch interessiert. In den Jahren 1920 und 1924 war er Delegierter auf den jeweiligen Democratic National Conventions. Ansonsten arbeitete er im Lauf der folgenden Jahrzehnte in verschiedenen Städten Alaskas als Rechtsanwalt. Er starb im Mai 1962 in Kalifornien.